# Kabinett Röder II
Als Kabinett Röder II bezeichnet man die saarländische Landesregierung unter Ministerpräsident Franz-Josef Röder (CDU) vom 17. Januar 1961 bis zum 19. Juli 1965.
Nach der Landtagswahl am 4. Dezember 1960 formierte sich eine Koalition aus CDU und FDP/DPS, die das seit 1957 bestehende Bündnis von CDU und SPD ablöste. Als Ministerpräsident wurde der bisherige Amtsinhaber Franz-Josef Röder vom Landtag des Saarlandes in dessen vierter Legislaturperiode wiedergewählt. Seinem Kabinett gehörten an:
| Amt                                                 | Name                                   | Partei | Partei    |
| --------------------------------------------------- | -------------------------------------- | ------ | --------- |
| Ministerpräsident                                   | Franz-Josef Röder                      |        | CDU       |
| Minister für Kultus, Unterricht und Volksbildung    | Franz-Josef Röder                      |        | CDU       |
| Minister des Inneren                                | Ludwig Schnur                          |        | CDU       |
| Minister für öffentliche Arbeiten und Wohnungsbau   | Ludwig Schnur                          |        | CDU       |
| Minister der Justiz                                 | Julius von Lautz                       |        | CDU       |
| Minister für Finanzen und Forsten                   | Arthur Heitschmidt († 27. Januar 1963) |        | FDP/DPS   |
| Minister für Finanzen und Forsten                   | Paul Senf (ab 6. Februar 1963)         |        | parteilos |
| Minister für Arbeit und Sozialwesen                 | Paul Simonis                           |        | FDP/DPS   |
| Minister für Wirtschaft, Verkehr und Landwirtschaft | Eugen Huthmacher                       |        | CDU       |